# Amaea ogaitoi
Amaea ogaitoi is een slakkensoort uit de familie van de Epitoniidae. De wetenschappelijke naam van de soort is voor het eerst geldig gepubliceerd in 1975 door Masahito & Habe.